# Twierdzenie Ostrogradskiego-Gaussa

Sfera jednostkowa z wektorami powierzchni

Twierdzenie Ostrogradskiego-Gaussa umożliwia zamianę całki powierzchniowej na objętościową (potrójną) i na odwrót, w zależności od potrzeb, w której funkcją podcałkową po objętości jest dywergencja pola wektorowego {\displaystyle {\vec {a}}.}
Stosowane jest w elektrodynamice teoretycznej, przede wszystkim w teorii pola, elektronice, telekomunikacji i energetyce.

## Teza
Niech {\displaystyle V\subset \mathbb {R} ^{3}} będzie obszarem ograniczonym powierzchnią zamkniętą {\displaystyle S,} a {\displaystyle P(x,y,z),Q(x,y,z)} i {\displaystyle R(x,y,z)} będą funkcjami mającymi ciągłe pochodne cząstkowe pierwszego rzędu na obszarze {\displaystyle V.} Prawdziwa jest wówczas następująca zależność:
{\displaystyle \iint \limits _{S}(P\;dy\,dz+Q\;dz\,dx+R\;dx\,dy)=\iiint \limits _{V}\left({\frac {\partial P}{\partial x}}+{\frac {\partial Q}{\partial y}}+{\frac {\partial R}{\partial z}}\right)\;dx\,dy\,dz.}
Przy czym całka po lewej stronie liczona jest po zewnętrznej stronie powierzchni {\displaystyle S.}

### Dowód
Niech {\displaystyle V} oznacza rzut na płaszczyznę {\displaystyle XOY} oraz dla {\displaystyle D\subseteq V,} niech
{\displaystyle {\bar {V}}=\{(x,y,z)\in \mathbb {R} ^{3}\,\colon \,(x,y)\in {\bar {D}}\wedge z\in [g_{1}(x,y),g_{2}(x,y)]\}}
Podzielmy powierzchnię {\displaystyle S} na trzy takie części {\displaystyle S_{1},S_{2},S_{3},} że:
{\displaystyle S_{1}=\{(x,y,g_{1}(x,y))\colon (x,y)\in D\}}
{\displaystyle S_{2}=\{(x,y,z)\colon (x,y)\in \partial D\wedge z\in [g_{1}(x,y),g_{2}(x,y)]\}}
{\displaystyle S_{3}=\{(x,y,g_{2}(x,y))\colon (x,y)\in D\},}
przy czym {\displaystyle \partial D} oznacza brzeg obszaru {\displaystyle D.}
Dla {\displaystyle S_{2}} trzecia składowa wektora normalnego wynosi zero, zaś dla {\displaystyle S_{1}} wektor normalny ma postać
{\displaystyle \pm \left[{\frac {\partial g_{1}}{\partial x}},{\frac {\partial g_{1}}{\partial y}},-1\right].}
Jednak wiemy, że całka po lewej stronie jest po zewnętrznej stronie powierzchni {\displaystyle S.} Tak więc wektor normalny powierzchni „dolnej” musi być zwrócony w dół, więc trzecia składowa wektora normalnego wynosi {\displaystyle -1.} Analogicznie dla powierzchni {\displaystyle S_{3}} wektor normalny wynosi
{\displaystyle \left[-{\frac {\partial g_{2}}{\partial x}},-{\frac {\partial g_{2}}{\partial y}},1\right].}
Weźmy składową {\displaystyle R} pola wektorowego. Tak więc dla lewej strony dowodzonej równości mamy:
{\displaystyle \iint \limits _{S}R\,dx\,dy=\iint \limits _{S_{1}}R\,dx\,dy+\iint \limits _{S_{3}}Rdx\,dy}
{\displaystyle =\iint \limits _{D}R(x,y,g_{2}(x,y))dx\,dy-\iint \limits _{D}R(x,y,g_{1}(x,y))dx\,dy}
{\displaystyle =\iint \limits _{D}(R(x,y,g_{2}(x,y))-R(x,y,g_{1}(x,y))dx\,dy.}
Przekształcając prawą stronę dowodzonej równości:
{\displaystyle \iiint \limits _{V}{\frac {\partial R}{\partial z}}(x,y,z)dx\,dy\,dz=\iint \limits _{D}dx\,dy\int \limits _{g_{1}(x,y)}^{g_{2}(x,y)}{\frac {\partial R}{\partial z}}(x,y,z)dz.}
Dalej, stosując twierdzenie Newtona-Leibniza, otrzymujemy:
{\displaystyle \iiint \limits _{V}{\frac {\partial R}{\partial z}}dx\,dy\,dz=\iint \limits _{D}(R(x,y,g_{2}(x,y))-R(x,y,g_{1}(x,y))dx\,dy.}
Dowody dla składowych {\displaystyle P} i {\displaystyle Q} są analogiczne.
A więc lewa i prawa strona tezy są równe.

## Postać wektorowa
Twierdzenie Gaussa-Ostrogradskiego często zapisujemy w postaci wektorowej.
Niech {\displaystyle {\vec {A}}} będzie dowolnym polem wektorowym, dla którego istnieje dywergencja na całym zamkniętym obszarze o objętości {\displaystyle V,} otoczonej powierzchnią {\displaystyle S.} Wtedy Twierdzenie Gaussa-Ostrogradskiego ma postać:
{\displaystyle \int \limits _{S}{\vec {\mathbf {A} }}\cdot d{\vec {\mathbf {S} }}=\int \limits _{V}\left(\nabla \cdot {\vec {\mathbf {A} }}\right)\;dV,}
gdzie {\displaystyle {\vec {\mathbf {d} S}}} jest wektorem powierzchni dla infinitezymalnego elementu powierzchni {\displaystyle dS} na powierzchni {\displaystyle S,} a {\displaystyle dV} jest infinitezymalnym elementem objętości w obszarze {\displaystyle V.}
Zaletą wzoru zapisanego w ten sposób jest jego zwięzłość.